# وارابی، سایتاما
وارابی در استان سایتاما در کشور ژاپن  واقع شده‌است  که دارای جمعیت ۷۰٬۴۱۰ نفر و مساحت ۵٫۱۰ کیلومتر مربع با تراکم جمعیت ۱۳٬۸۰۶  نفر در کیلومترمربع است و در تاریخ ۱ آوریل ۱۹۵۹ به عنوان شهر شناخته شد.